# Ragnar Holmström

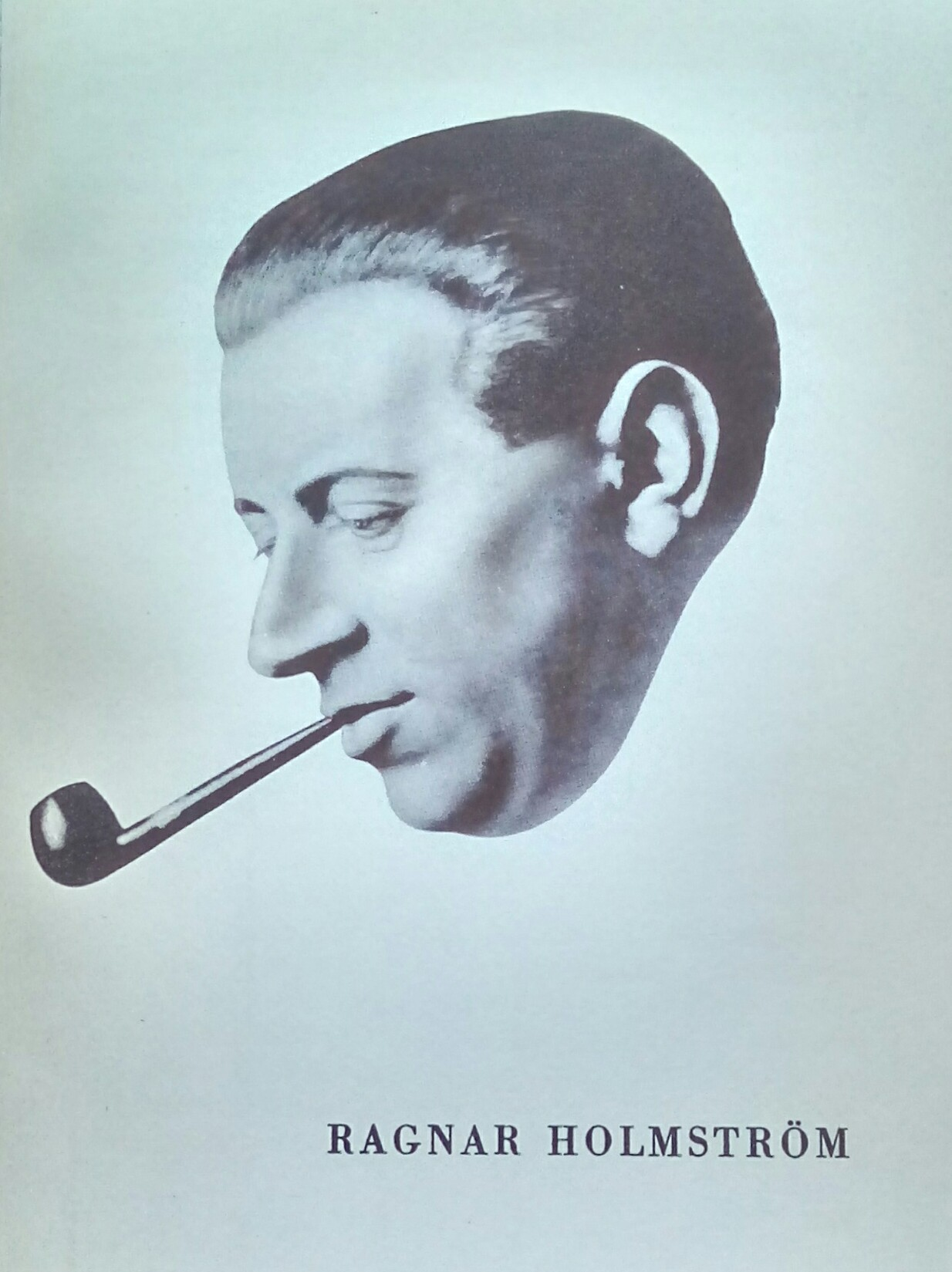
Bild ur antologin Ansikten 1932.

Arvid Ragnar Holmström, född 6 augusti 1894 i Arnäs, Ångermanland, död 30 november 1966 i Stockholm, var en svensk författare. Pseudonym: Paul Michael Ingel.

## Biografi
Föräldrar var målaren Arvid Holmström och Evelina Ödling. Holmström hörde till proletärförfattarna och hade arbetat bland annat som metallarbetare, sågverksarbetare och bonddräng samt mönstrade tidigt på som sjöman. Författarskapet är inte uttalat politiskt, utan består av realistiska romaner och novellsamlingar i proletär miljö, med motiv från Norrland och sjölivet samt även från Stockholm. Under pseudonym gav han ut flera skildringar av flyktingar och även ett antal ungdomsböcker. Ragnar Holmström är begravd på Skogskyrkogården i Stockholm.     

## Filmmanus
- 1939 – Folket på Högbogården

## Översättningar (urval)
- Thomas Olesen Løkken: Ny båt i havet (En ny baad i hav) (Medén, 1937)
- Kristmann Gudmundsson: Armann och Vildis (Armann og Vildis) (Schildt, 1937)
- Lars Forseth: Terje Speleman (Natur och kultur, 1938)
- Alfred Christian Westergaard: Skeppspojkar (Søgutter) (Bonnier, 1939)
- Max Mauser (pseud. för Jonas Lie): En haj följer båten (Wahlström & Widstrand, 1939)